# Formica dislocata
Formica dislocata é uma espécie de formiga do gênero Formica, pertencente à subfamília Formicinae.